# Xã Running Lake, Quận Randolph, Arkansas
Xã Running Lake (tiếng Anh: Running Lake Township) là một xã thuộc quận Randolph, tiểu bang Arkansas, Hoa Kỳ. Năm 2010, dân số của xã này là 207 người.